# Luke Steele (piłkarz)
Luke David Steele (ur. 24 września 1984 w Peterborough) – angielski piłkarz występujący na pozycji bramkarza w Nottingham Forest.

## Kariera klubowa
Steele jest wychowankiem Peterborough United, do którego dołączył w wieku dziewięciu lat. Do pierwszego zespołu włączony został w 1999 roku. Przez pierwsze dwa sezony nie rozegrał żadnego meczu w barwach swojego klubu. 

### Manchester United
Na początku marca 2002 roku został wypożyczony na jeden miesiąc do Manchesteru United, któremu jako dziecko kibicował. Nie rozegrał tam ani jednego spotkania w pierwszym zespole. Mimo to zagrał dwukrotnie w zespole rezerw i występował w drużynie U-17. Po powrocie do Peterborough, 13 kwietnia zadebiutował w meczu Football League One z Reading (2:2). 
W maju 2002 roku Manchester United postanowił wykupić Steele'a za 500 tysięcy funtów. Kwota ta mogła wzrosnąć do 2,25 milionów. 25 kwietnia 2003 roku wraz z juniorskim zespołem Manchesteru zdobył FA Youth Cup. Klub Steele'a wygrał w finale z Middlesbrough (2:0 i 1:1), a on sam zagrał w obydwu meczach. W sezonie 2002/2003 pierwszy zespół United został mistrzem Anglii, jednak Steele nie zagrał w żadnym meczu Premier League.
10 września 2004 roku został wypożyczony na trzy miesiące do Coventry City. W klubie tym zadebiutował 15 września w ligowym meczu z Gillingham (2:2). W grudniu okres wypożyczenia Steele'a został wydłużony do końca sezonu 2004/2005. Łącznie do maja 2005 roku w Coventry rozegrał 32 ligowe spotkania. W sierpniu 2006 roku przebywał również przez tydzień na wypożyczeniu w tym klubie, nie zagrał jednak w żadnym meczu.

### West Bromwich Albion
11 sierpnia 2006 roku wraz z Paulem McShanem przeszedł do West Bromwich Albion, natomiast Tomasz Kuszczak z tego zespołu trafił do United. W zespole z Manchesteru Steele nie zagrał ani razu. W WBA był początkowo zmiennikiem Pascala Zuberbühlera i 23 grudnia 2006 roku został wypożyczony na jeden tydzień do Coventry City z pwodu kontuzji Andy'ego Marshalla. Tego samego dnia zagrał w przegranym 3:1 spotkaniu z Luton Town, zaś na początku stycznia 2007 roku okres wypożyczenia Steele'a został wydłużony do końca sezonu. W tym czasie rozegrał tam jeszcze cztery ligowe mecze.
8 grudnia 2007 roku Steele zadebiutował w West Bromwich Albion w spotkaniu z Leicester City, wygranym 2:1. 

### Barnsley
14 lutego 2008 roku został wypożyczony do Barnsley z powodu niedyspozycji podstawowych bramkarzy tego zespołu aby zagrać w meczu Pucharu Anglii z Liverpoolem. W spotkaniu tym wystąpił, a Barnsley wygrało 2:1 i awansowało do ćwierćfinału. Został również wybrany przez BBC Sport piłkarzem meczu. Otrzymał również tytuł najlepszego zawodnika piątej rundy Pucharu Anglii. 23 lutego zadebiutował w meczu ligowym dla Barnsley – zagrał w przegranym 1:0 spotkaniu z Norwich City. Później pomógł także awansować klubowi do półfinału krajowego pucharu. Zachował czyste konto w wygranym 1:0 meczu z Chelsea. W marcu 2008 roku, gdy okres wypożyczenia minął, ponownie podpisał kontrakt z Barnsley do końca sezonu. W spotkaniu półfinału Pucharu Anglii z Cardiff City Barnsley przegrało 1:0 i odpadło z rozgrywek. Do końca sezonu 2007/2008 rozegrał 14 ligowych spotkań.
21 maja 2008 roku przeszedł definitywnie do Barsnley podpisując z tym klubem roczny kontrakt. W lipcu został ukarany przez The FA karą tysiąca funtów za złamanie zasad dotyczących reklam sponsorskich na koszulkach. W sezonie 2008/2009 rozegrał 10 ligowych spotkań. 5 czerwca 2009 roku przedłużył kontrakt z klubem do 2011 roku.

### Panathinaikos
17 lipca 2014 roku zdecydował się po raz pierwszy wyjechać z kraju i trafił do zespołu greckiej Super League Ellada - Panathinaikos AO. W greckiej ekipie występował przez 3 sezony i w tym czasie zdążył wystąpić łącznie w 98 meczach, a w 45 z nich zachował czyste konto.

### Bristol
W ostatnim dniu okienka transferowego latem 2017 trafił na zasadzie rocznej umowy do zespołu Bristol City. Nie był jednak zawodnikiem pierwszego składu, a po zakończeniu sezonu pomimo stosownych zapisów w kontrakcie klub nie zdecydował się przedłużyć umowy na kolejny rok.

### Nottingham Forset
1 sierpnia 2018 roku Steele został nowym zawodnikiem Nottingham Forest F.C.

## Kariera reprezentacyjna
Steele został powołany na mecz reprezentacji Anglii U-18 z Włochami, który miał zostać rozegrany 20 marca 2002 roku. W meczu tym wystąpił, wchodząc w drugiej połowie spotkania z ławki rezerwowych. Poza tym występował w kadrze do lat 19.
Został również powołany we wrześniu 2005 roku do składu reprezentacji Anglii U-21 na mecze eliminacji mistrzostw Europy 2007 z Austrią i Polską.

## Życie prywatne
Steele dorastał w wiosce Glinton w pobliżu Peterborough wraz ze swoimi rodzicami – ojcem Gordonem i matką Val. Uczęszczał do Glinton Primary School i Arthur Mellows Village College. Ma dwóch starszych braci – Nathana i Matta.